# 法政大学国際高等学校
法政大学国際高等学校（ほうせいだいがくこくさいこうとうがっこう）は、神奈川県横浜市鶴見区岸谷にある私立高等学校。国際バカロレア認定校。設置者は学校法人法政大学で、法政大学の附属校である。

## 校風
生徒が主体となった自主性を重んじ、そのため時代に合わせて変化していく学校である。近年の制服の変化もその象徴といえる。特に2003年度より私服化となり、風紀委員を中心に生徒たちが長い期間を通じて話し合い、最終的に学務の許可を得た結果制服の着用が義務ではなくなった（実際には指定されていない制服を着て登校する生徒が多い）。

## 沿革

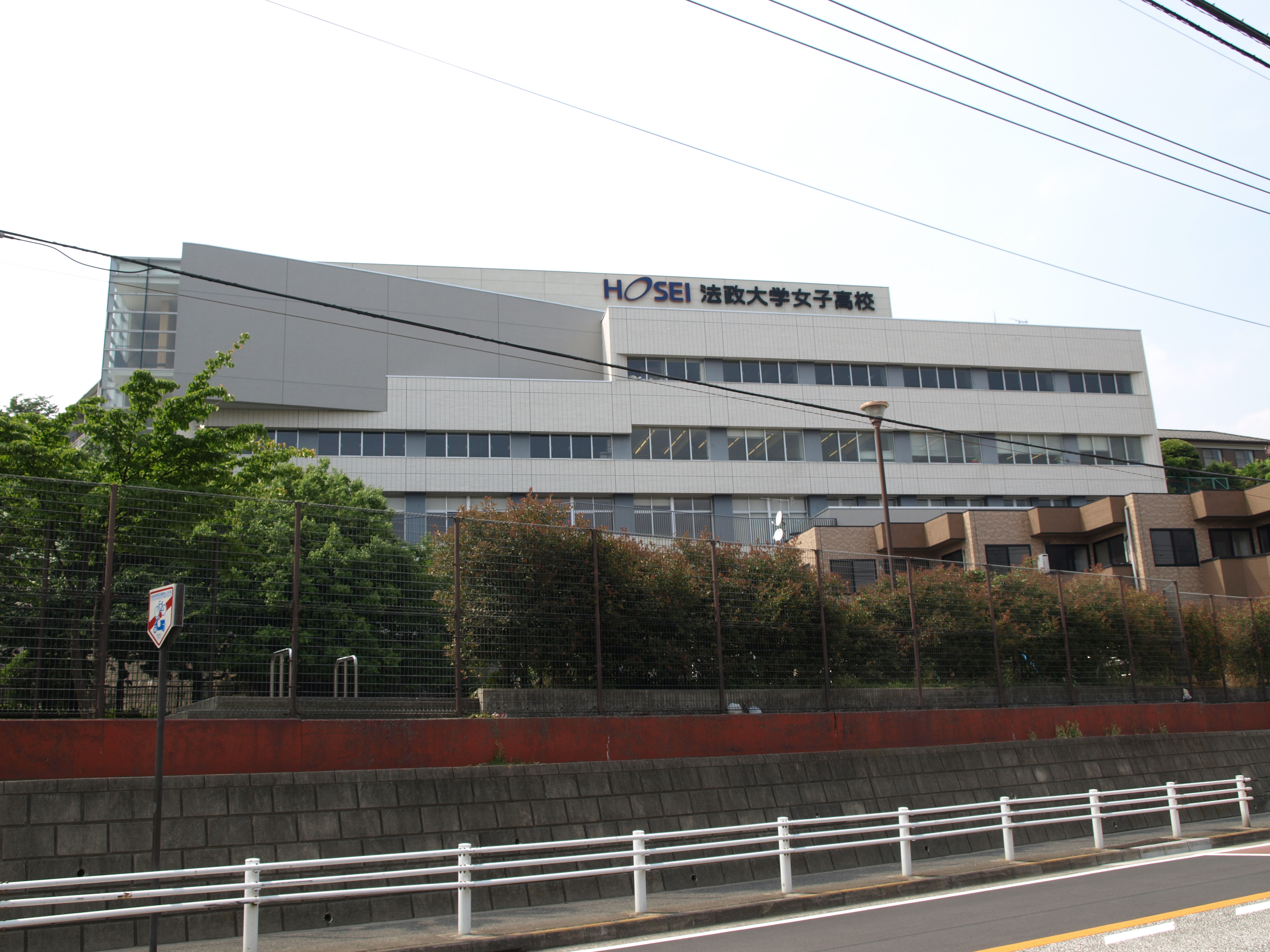
校舎

- 1933年 - 潤光女学校として設立。当初は大船町に校舎を構えていたが、後に現校地に移転した。
- 1939年 - 潤光高等女学校となる。少し後に始まる太平洋戦争によって学園は大打撃を受け、経営困難に陥る。
- 1947年 - 学制改革により、新制の潤光学園中等部（男女共学）を設置。
- 1948年 - 新制の潤光学園高等部を設置。水面下で学校存続の運動が行われ、当時の学園理事長と法政大学総長を務めていた野上豊一郎との間で法政大学への移管についての合意が成立。
- 1949年 - 法政大学に移管され、法政大学潤光女子中学校・高等学校に改称。再び女子校となる。
- 1950年 - 制服を制定。
- 1953年 - 法政大学女子中学校・高等学校に改称。
- 1969年 - 中学校の募集を停止。
- 1993年 - 中学校を正式に廃止。
- 1999年 - 創立50周年を迎える。
- 2003年 - 制服を廃止。
- 2018年 - 法政大学国際高等学校に改称。男女共学実施。
- 2020年 - 新型コロナウイルス蔓延の影響でオンラインでの授業が行われ、体育祭は中止となる。
- 2021年 - 新型コロナウイルス蔓延の影響でオレンジ祭が完全オンラインで開催される。

## 設置課程
全単位制の普通科高校であり、1学年8クラス、2,3学年はクラスターと呼ばれる2学年合同クラスで計21クラスある。クラス・クラスター表記はアルファベットでA - Vである。

## 校内組織
校内には生徒による様々な委員会が存在する。他の学校の生徒会と呼ばれる機関に相当するものが、総務委員会である。これは年1回の総選挙で選ばれ、生徒の最高意思決定機関であるといわれている。
クラス・クラスターにおいては、5役と呼ばれるクラス委員会、副クラス委員会、保健委員、図書委員の4人の委員が毎年クラス内から選ばれていたが、現在は保健委員、図書委員は有志となっており、各クラス・クラスターからの選出は不要である。
校内生徒組織は、総務委員だけで行われる総務委員会に始まり、クラス委員長と副クラス委員長が出席する「クラス委員長会」、通称「クラ長会」、各部活動から選出された文体連担当者が出席する「文化部体育部連合会」、通称「文体連」が存在する。かつては「学年別委員会」（各学年特有の問題を話し合う）が存在した。
クラス委員長会（クラ長会）は現在、不定期で行われており、各種委員会からの議題を決議する機関となっている。
年間を通じて活動しない委員会、つまり、オレンジ祭実行委員会（文化祭実行委員会）や体育祭実行委員会、選挙管理委員会などは、それぞれ別の時期に発足する。各行事ではその委員会が最高意思決定機関であり、総務委員会やクラス委員長会と対等の権限を持つ。
かつては、各クラスには委員たちとは別に、議長団が存在し、彼がクラスのホームルーム、つまり話し合いの場を取り仕切っていた。ホームルームではクラス全員で話し合った結果を、議長団がまとめ、その結果をクラス委員長をはじめとする各委員に渡し、各委員は委員会でその意見を発表することになっていた。つまり、完全なボトムアップの体制が敷かれていた。しかし余り意味を成していないこととなどから、現在はそのような組織体系はなくなっている。

## 交通
- 京急本線 生麦駅 徒歩5分
- 横浜市営バス 38系統/41系統 「安養寺前」下車、徒歩3分[1]

## 著名な出身者

### 芸能
- 芦川いづみ（元女優）
- 桑野みゆき（元女優）
- 江口燁子（元女優）
- 春馬♨ゆかり（女優）
- 光原エミカ（元宝塚歌劇団月組トップスター）
- 望海風斗（元宝塚歌劇団雪組トップスター）
- 飯塚雅弓（声優）
- 中村優（元3B junior）
- 谷あさこ（タレント、フリーアナウンサー）
- 伊勢佳世（女優）

### 放送
- 鈴木奈穂子（NHKアナウンサー）
- 加藤明子（朝日放送テレビアナウンサー）
- 石田浩子（フリーアナウンサー、元高知さんさんテレビ・千葉テレビ放送）
- 関戸めぐみ（フリーアナウンサー、元フジテレビ）
- 伊藤里絵（フリーアナウンサー、元テレビ新広島）
- 黒田多加恵（テレビ東京社員、元同社アナウンサー）
- 野村華苗（元テレビ朝日アナウンサー）
- 田野辺実鈴（フリーアナウンサー、元東京MXテレビ）
- 千綿舞子（フリーアナウンサー）
- 角田美保（フリーアナウンサー、元中部日本放送）
- 黒田菜月（フリーアナウンサー、気象予報士）

### 文化
- 谷本真由美（情報通信コンサルタント、著述家）